# Aoandaon

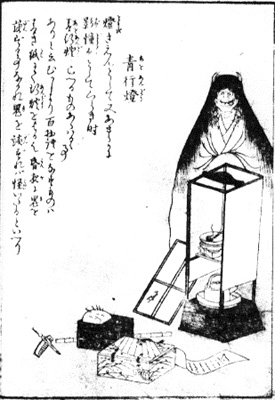
Ilustración de Aoandaon por Toriyama Sekien.

El Aoandaon (de Ao: Azul y Andon: Lámpara de papel) es un espíritu peligroso dentro de la mitología japonesa que se piensa puede ser invocado cuando se juntan 100 personas a contar cada uno historias de terror. En la época Edo, era una costumbre muy popular. Cada persona debe traer consigo una vela, la cual debía ser puesta en un andon de papel azul, para dar un toque más terrorífico al ambiente. Cada persona debe contar una historia de terror o sobrenatural, y cuando termina, deberá apagar su andon. Cuando el último andon quede apagado, se presenta el Ao-Andon. Se dice que es igual a un hombre, pero su piel es azul, posee 2 cuernos y unos dientes filosos. Si es que es invocado, volverá realidad las historias este se caracteriza por solo salir de noche....
- Datos: Q1152318